# Amelia Czerwińska
Amelia Czerwińska  (ur. 30 marca 1995) – polska lekkoatletka specjalizująca się w biegach długodystansowych. Dwukrotna młodzieżowa mistrzyni Polski U23 w biegu na 3000 metrów z przeszkodami (Białystok 2015), (Jelenia Góra 2016).

## Rekordy życiowe
Opracowano na podstawie
| Konkurencja                        | Obiekt  | Data             | Miejsce     | Wynik    |
| ---------------------------------- | ------- | ---------------- | ----------- | -------- |
| bieg na 1500 metrów                | stadion | 30 sierpnia 2015 | Częstochowa | 4:34:13  |
| bieg na 3000 metrów                | stadion | 11 czerwca 2016  | Gdańsk      | 9:31:98  |
| bieg na 3000 metrów z przeszkodami | stadion | 15 lipca 2016    | Maribor     | 10:20:00 |
| bieg na 5000 metrów                | stadion | 26 czerwca 2016  | Bydgoszcz   | 17:14:11 |
| bieg na 10000 metrów               | stadion | 29 kwietnia 2017 | Rybnik      | 35:43:62 |

## Osiągnięcia
Opracowano na podstawie
| Rok  | Impreza                            | Miejsce       | Konkurencja                        | Pozycja    | Wynik    |
| ---- | ---------------------------------- | ------------- | ---------------------------------- | ---------- | -------- |
| 2015 | Młodzieżowe Mistrzostwa Polski U23 | Białystok     | bieg na 3000 metrów z przeszkodami | 1. miejsce | 10:38:98 |
| 2015 | Młodzieżowe Mistrzostwa Polski U23 | Białystok     | bieg na 5000 metrów                | 2. miejsce | 17:14:56 |
| 2016 | Młodzieżowe Mistrzostwa Polski U23 | Jelenia Góra  | bieg na 3000 metrów z przeszkodami | 1. miejsce | 10:33:80 |
| 2016 | Młodzieżowe Mistrzostwa Polski U23 | Łódź          | bieg przełajowy                    | 3. miejsce | 21:26    |
| 2017 | Młodzieżowe Mistrzostwa Polski U23 | Bielsko-Biała | bieg na 10000 metrów               | 2. miejsce | 36:07:23 |